# Vluchtheuvelkerk

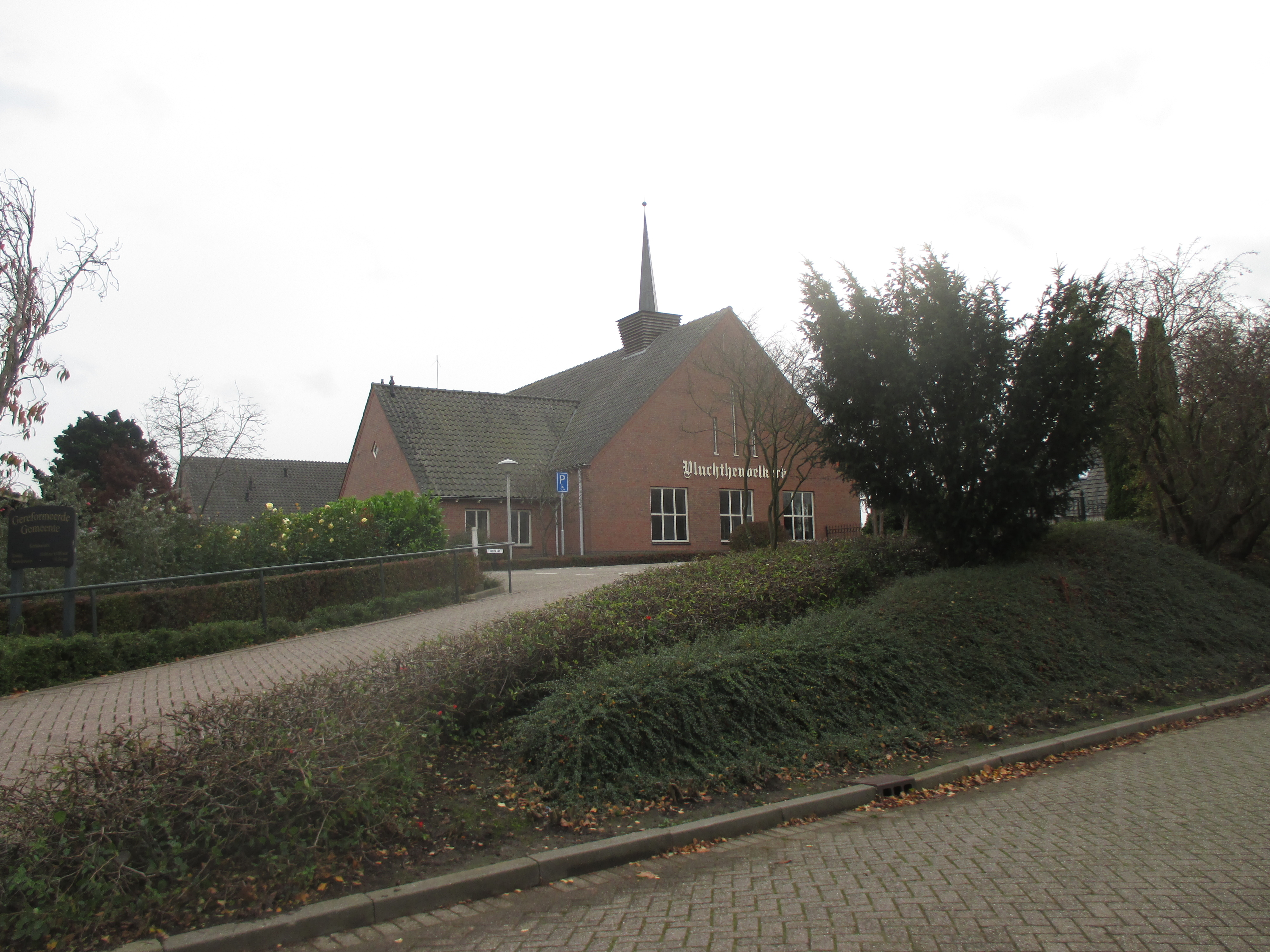

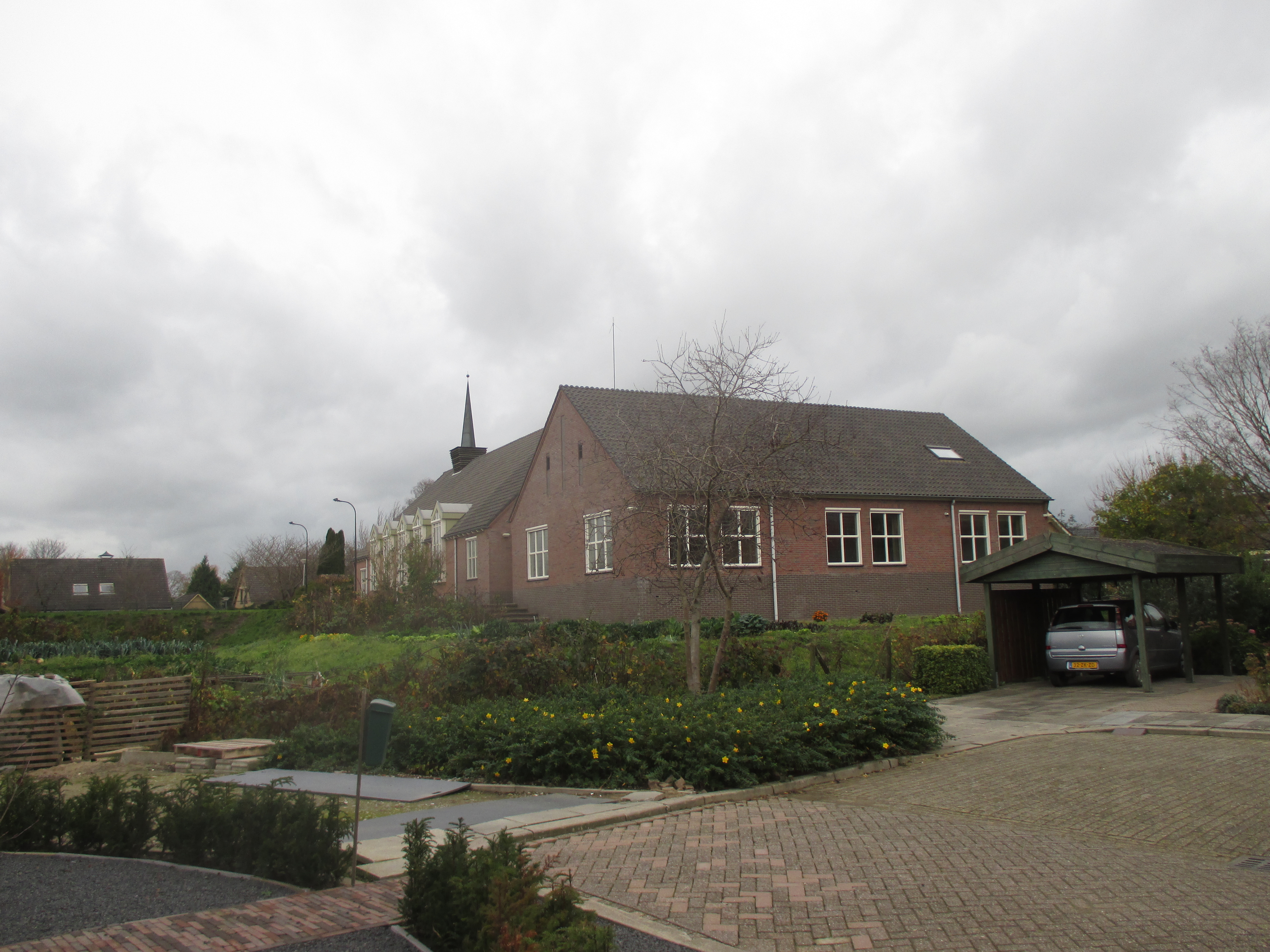

De Vluchtheuvelkerk is een kerkgebouw van de Gereformeerde Gemeenten, gelegen aan Flegelstraat 9 te Brakel.

## Geschiedenis
De Gereformeerde Gemeente begon in 1948 als afdeling van de Gemeente te Aalst om in 1952 zelfstandig te worden.
Vanaf dat jaar kwam ze bijeen aan de Jonker Aartendam 4. In 1983 werd een nieuw kerkgebouw in gebruik genomen en het oude werd afgestoten en gesloopt.

## Huidige kerk
De nieuwe kerk is een bakstenen zaalkerk onder zadeldak en voorzien van een dakruiter. Hoewel sober van uitstraling is aan een aantal elementen, met name de iets vooruitspringende zijramen, toch te zien dat het om een kerkgebouw gaat. De kerk heeft 250 zitplaatsen en een orgel uit 1892, dat voordien gestaan heeft in de Hervormde kerk van Kockengen, in 1977 naar de oude kerk van Brakel werd overgeplaatst en in 1983 een plaats in de nieuwe kerk vond. Het orgel werd gebouwd door de firma L. van Dam & Zn.